# Шевалье, Морис
Мори́с Огю́ст Шевалье́ (фр. Maurice Auguste Chevalier; 12 сентября 1888 года, Париж — 1 января 1972 года, там же) — французский эстрадный певец, киноактёр.

## Биография
С 1899 года (с 10—11-летнего возраста) пел в кафе, а также в мюзик-холлах. С 1909 по 1913 год был партнёром артистки эстрады Мистенгет. В 1912—1918 годах играл в театре оперетты, затем выступал на эстраде как шансонье. Получил широкую известность в конце 1920-х годов. Выступал в Великобритании, затем в США, участвовал в бродвейских шоу. Непременным атрибутом сценического образа Шевалье была шляпа-канотье.
С 1911 года Шевалье начал работать в кино. В 1929 году дебютировал в голливудском музыкальном фильме «Невинные Парижа». Также снимался в таких картинах, как «Парад любви» (1929), «Улыбающийся лейтенант» (1931), «Весёлая вдова» (1934), «Молчание — золото» (1947), «Любовь после полудня» (1957), «Канкан» (1960), «Фанни» (1961), «В поисках потерпевших кораблекрушение» (1962) и других.
Во время оккупации Франции в 1940—1944 годах выступал в Париже и для французских военнопленных в Германии.
В 1937—1946 годах был женат (вторым браком) на танцовщице Ните Рае.

## Избранная фильмография

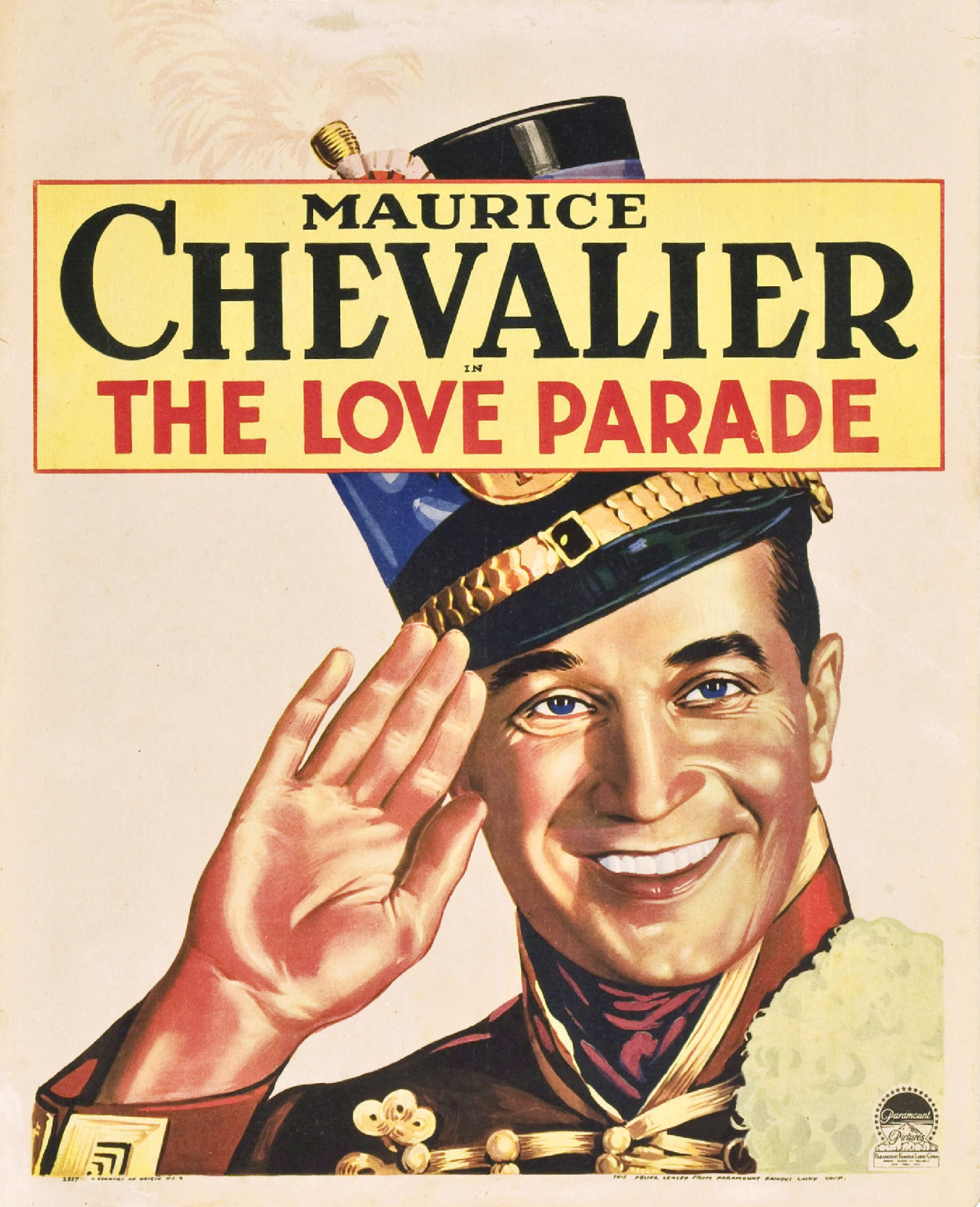
Морис Шевалье на рекламном плакате к фильму Парад любви, 1929

| Год  |     | Русское название                      | Оригинальное название      | Роль                               |
| ---- | --- | ------------------------------------- | -------------------------- | ---------------------------------- |
| 1929 | ф   | Парад любви                           | The Love Parade            | граф Альфред Рене                  |
| 1930 | ф   | Плейбой из Парижа                     | Playboy of Paris           | Альбер Лорифлан                    |
| 1931 | кор | Украденные драгоценности              | The Stolen Jools           | в роли самого себя                 |
| 1932 | ф   | Один час с тобой                      | One Hour with You          | доктор Андре Бертье                |
| 1932 | ф   | Люби меня сегодня                     | Love Me Tonight            | Морис                              |
| 1934 | ф   | Весёлая вдова                         | The Merry Widow            | принц Данило                       |
| 1935 | ф   | Фоли-Бержер                           | Folies Bergère de Paris    | Эжен Шарли / барон Фернанд Кассини |
| 1936 | ф   | Любимый бродяга                       | The Beloved Vagabond       | Гастон де Нерак                    |
| 1947 | ф   | Молчание — золото                     | Le Silence est d’or        | месье Эмиль                        |
| 1957 | ф   | Любовь после полудня                  | Love in the Afternoon      | Клод Шавасс                        |
| 1958 | ф   | Жижи                                  | Gigi                       | Оноре Лашалль                      |
| 1961 | ф   | Фанни                                 | Fanny                      | Панисс                             |
| 1962 | ф   | В поисках потерпевших кораблекрушение | In Search of the Castaways | Жак Паганель                       |